# 1998 FNS歌謡祭
『1998 FNS歌謡祭』（1998 エフエヌエスかようさい）は、フジテレビ系列で1998年12月3日 19:00 - 21:54（JST）に生放送された通算27回目の『FNS歌謡祭』。

## 概要
- 今回は新高輪プリンスホテル「飛天」にて3年ぶりの会場となる（前回と第25回（1996年）では横浜アリーナが会場となった）。
- また、演歌・歌謡曲勢は川中美幸と香西かおりの2人のみとなった。
- 番組テーマ曲「花咲く歌声」の作曲を始め、番組音楽を担当した広瀬健次郎は、翌1999年3月17日に逝去、今回が最後の担当回となった。
- ジャニーズ事務所からはSMAP、TOKIO、V6、KinKi Kids[1]の4組が出演した。
- また、同局のバラエティ番組『とんねるずのみなさんのおかげでした』から誕生した音楽ユニット・とんねるずと同番組スタッフによるユニット・野猿が『FNS歌謡祭』初出演。
- さらに、Every Little Thing、Kiroro、鈴木あみ[2]、知念里奈、モーニング娘。、吉田拓郎、LUNA SEAの7組といった多数のアーティストが『FNS歌謡祭』に初出演した。

## 出演者

### 司会
- 楠田枝里子
- 川端健嗣（当時：フジテレビアナウンサー）

### 出演アーティスト
- Every Little Thing
- 華原朋美
- 川中美幸
- Kiroro
- KinKi Kids
- 工藤静香
- GLAY
- globe
- 香西かおり
- 篠原ともえ
- JUDY AND MARY
- 鈴木あみ
- SPEED
- SMAP
- 知念里奈
- TUBE
- T.M.Revolution
- TOKIO
- PUFFY
- MAX
- 観月ありさ
- モーニング娘。
- 野猿
- 吉田拓郎
- L'Arc〜en〜Ciel
- LUNA SEA

太字は当年のNHK『第49回NHK紅白歌合戦』にも出場した歌手である。

### 音楽・演奏
- 武部聡志音楽団

## スタッフ
- 制作：井上信悟
- 構成：玉井貴代志
- 音楽：広瀬健次郎
- プロデューサー：水口昌彦、きくち伸
- プロデューサー・演出：大前一彦
- 技術協力：八峯テレビ、共同テレビジョン、サンフォニックス、FLT、バリライト
- 協力：新高輪プリンスホテル
- 制作：フジテレビ第二制作部
- 制作著作：フジテレビ